# Denim and Leather
| 전문가 평가                      | 전문가 평가 |
| 평가 점수                        | 평가 점수   |
| 출처                             | 점수        |
| -------------------------------- | ----------- |
| AllMusic                         | [ 2 ]       |
| Collector's Guide to Heavy Metal | 7/10        |

《Denim and Leather》는 1981년 9월 25일에 발매된 영국의 헤비 메탈 밴드 색슨의 네 번째 스튜디오 음반이다. 이 음반은 영국에서 골드 지위를 인증 받았고, 영국 음반 차트에서 9위로 정점을 찍었다. 드러머 피트 길이 손 부상으로 밴드를 떠나 나중에 모터헤드에 합류했기 때문에 이 음반은 색슨의 클래식 라인업이 있는 마지막 음반이었다(이전 두 개는 《Wheels of Steel》과 《Strong Arm of the Law》이다).

## 배경
이 음반은 그들의 가장 성공적인 싱글 중 두 곡인 〈And the Bands Played On〉과 〈Princess of the Night〉를 발매했다. 이 음반에는 9곡의 노래가 있는데, 이 노래들은 다양한 주제에 대한 가사로 유명하다. 〈Princess of the Night〉는 강력한 증기 기관차에 대한 노래이고 〈And the Bands Played On〉은 1980년 몬스터즈 오브 록 페스티벌 이름을 확인하는 무지개에 대한 노래이다. 노래의 다른 주제로는 파티, 음악의 정신, 싸움, 그리고 그들의 많은 노래들처럼 오토바이가 있다. 〈Midnight Rider〉는 색슨의 1980년 북미 투어에 대한 노래이다.
이 음반과 노래의 이름은 1980년대 초 메탈헤드의 유행한 의상에서 영감을 받았으며, 이 의상은 데님 진과 재킷 또는 가죽 바이커 재킷(데님 컷오프 웨이스트코트와 함께 입는 경우가 많다)으로 정의되었다. 이 노래는 하위 문화의 역사와 뉴 웨이브 오브 브리티시 헤비 메탈(NWOBHM)의 부상을 설명하면서 팬들에게 바치는 밴드의 헌사로 여겨진다.

## 곡 목록
모든 곡들은 비프 바이퍼드, 폴 퀸, 그레이엄 올리버, 스티브 도슨 그리고 피트 길에 의해 작사/작곡하였다.
| #  | 제목                      | 재생 시간 |
| -- | ------------------------- | --------- |
| 1. | 〈Princess of the Night〉 | 4:01      |
| 2. | 〈Never Surrender〉       | 3:15      |
| 3. | 〈Out of Control〉        | 4:07      |
| 4. | 〈Rough and Ready〉       | 4:51      |
| 5. | 〈Play It Loud〉          | 4:11      |

| #  | 제목                        | 재생 시간 |
| -- | --------------------------- | --------- |
| 6. | 〈And the Bands Played On〉 | 2:48      |
| 7. | 〈Midnight Rider〉          | 5:45      |
| 8. | 〈Fire in the Sky〉         | 3:37      |
| 9. | 〈Denim and Leather〉       | 5:25      |

## 인증
| 국가                       | 인증 | 판매량/출하량 |
| -------------------------- | ---- | ------------- |
| 영국 (BPI)                 | 실버 | 60,000^       |
| ^출하량을 기반으로 한 인증 |      |               |